# Said (voornaam)

Kaart uit 2015 met de landen waar de voornamen voor jongens Said, Saeed, Syed en Sead populair zijn. Een kleur betekent dat de naam een van de 100 meest populaire namen is, hetzij in de gehele bevolking, hetzij onder pasgeborenen.

Said is een Arabische voornaam die gebruikt wordt voor jongens. De naam is afkomstig van het Arabische woord voor said (سعيد), dat zich laat vertalen als 'gelukkig', 'vrolijk' en 'blij'. Het komt van de stam van het Arabische werkwoord sa’ada, dat 'gelukkig zijn' betekent. 
Said komt ook voor als Arabische achternaam.

## Varianten
De naam wordt ook gespeld als Sa'id, Saïd, Saeed en Sayid. Hoewel het Meertens Instituut in 2022 geen onderscheid lijkt te maken, moeten deze varianten niet worden verward met Sayyid (سيد), dat 'meester', 'heer', 'meneer' en 'prins' betekent. De laatstgenoemde naam kan vergeleken worden met het Franse monsieur en het Engelse Sir.
Een andere variant van Said is de naam Saad of Sa'd (سعد), dat 'geluk hebben', 'blij zijn' en 'succesvol zijn' betekent. Uit deze variant komt de meisjesnaam Souad of Suad (سعاد) voort. Deze variant moet niet worden verward met sad, de 14e letter van het Arabisch alfabet, waar geen verdere betekenis aan vastzit.
De vrouwelijke variant van Said is Saida of Sa'ida (سَعِيدَة), welke te zien is in de betekenis van 'gelukkig' in bijvoorbeeld de traditionele wens bij een nieuw jaar, oftewel 'gelukkig nieuwjaar': sana jadida sa'ida (سَنَة جَدِيدَة سَعِيدَة).

## Bekende mannen met de voornaam Said
- Said Akl, Libanees schrijver
- Saïd Aouita, Marokkaans atleet
- Saïd Bakari, Frans-Comorees voetballer
- Said Bakkati, Nederlands-Marokkaans voetballer
- Saïd Boutahar, Nederlands-Marokkaans voetballer
- Said van Egypte, wali van Egypte
- Said Hanaei, Iraans seriemoordenaar
- Said Musa, Belizaans politicus
- Saïd Taghmaoui, Frans acteur
- Said bin Taimur, Omaans sultaan

## Bekende mannen met de voornaam Saad
- Saad Al-Abdullah Al-Salim Al-Sabah, Koeweits emir
- Saad Agouzoul, Marokkaans voetballer
- Saad Hariri, Libanees zakenman en politicus
- Saad Zaghloel Pasja, Egyptisch staatsman en revolutionair
- Saadeddine El Othmani, Marokkaans politicus

## Bekende mensen met de achternaam Said
- Boris Said, Amerikaans autocoureur
- Edward Said, Palestijns-Amerikaans literatuurwetenschapper
- Samira Said, Marokkaans zangeres
- Qaboes bin Said Al Said, Omaans sultan